# Batalla de Los Chancos
La Batalla de Los Chancos fue el primer enfrentamiento a gran escala librado en el contexto de la guerra civil de 1876 en el antiguo Estado Soberano del Cauca entre las fuerzas liberales y conservadores. Junto a los ejércitos regulares enfrentados participaron gran número de milicianos que fueron agregándose a las fuerzas durante las semanas previas al enfrentamiento, librado el 31 de agosto de 1876.

## Antecedentes
La guerra civil se inició el 9 de julio de 1876 con la sublevación de los gobiernos de los estados de Tolima y Antioquia, extendiéndose rápidamente a Cauca que se convirtió en el principal territorio en disputa entre los rebeldes y el gobierno central. El 16 del mismo mes los insurrectos tomaron Cartago y nombraron a Sergio Arboleda presidente provisorio del país pero este carecía de prestigio militar ni apoyo popular.
A mediados de agosto se inició la respuesta del gobierno federal, el ejército fue elevado a 20.000 plazas y se organizó una flotilla para defender y poder cruzar el río Magdalena. El general liberal Julián Trujillo quedó a cargo de las tropas gubernamentales en operaciones en el Cauca, su colega Santos Acosta actuaba en Tolima, Fernando Ponce resguardaba la costa atlántica y Joaquín Reyes el centro del país y la capital, Bogotá.
Trujillo inició su ofensiva en el Valle del Cauca a mediados de mes tras reunir sus fuerzas con las tropas liberales aún restantes en la región. Estableció su campamento cerca de Santiago de Cali, en un lugar llamado Los Chancos. Esta inacción motivo al general Córdova a unir sus fuerzas a los antioqueños y atacar a su rival. Durante la marcha, guerrillas liberales acosaron constantemente al ejército rebelde, debilitándolo.
Esta falta de unidad en los conservadores se manifestó el día de la batalla en que el mando conservador estaba dividido entre él y sus generales Córdova y Gutiérrez (ambos líderes muy carismáticos), el primero al mando de los tolimenses y caucanos y el segundo de los antioqueños. Por el otro bando, las fuerzas estaban bien disciplinadas y organizadas bajo el mando único de Trujillo.

## La batalla
El combate se inició temprano en la mañana, con el ataque de los insurrectos contra el flanco derecho de la línea de los liberales, luego el izquierdo y finalmente también en el centro. Cerca del mediodía la batalla parecía decidida a favor de los conservadores que habían roto el flanco derecho de sus contrincantes y habían llegado a su campamento. 
En ese momento se ordenó a los 500 jinetes rebeldes atacar dicho flanco pero de inmediato fueron rechazados por el batallón Zapadores. En ese mismo momento dos batallones gubernamentales reforzaron su flanco izquierdo haciendo retroceder a su enemigo y otro par avanzó por el frente, que logró capturar la ametralladora enemiga que tanto daño había causado a sus filas.
Ante esto, viendo la oportunidad de obtener la victoria Trujillo ordenó a sus cuatro batallones de reserva atacar el centro de la formación enemiga, consiguiendo rodear a todo un batallón conservador, masacrando a la mayoría de sus soldados y quedando capturada su bandera y unos pocos sobrevivientes.
Una gran cantidad de armas fueron capturadas, sin embargo, los conservadores no quedaron debilitados materialmente pero si moralmente.

## Consecuencia
Tras la batalla el Estado de Tolima cayó en poder de los liberales, pero este cambiaria varias veces de manos en el curso de la guerra, desde ahí los federales ejercieron presión contra el Estado de Antioquia mientras el gobierno de este se fortificó en Manizales para detener a sus rivales.
Atrincherados en sus posiciones restantes en Tolima y en Antioquia los conservadores intentaran reconquistar el centro de Tolima, lo que provocara y una inmediata respuesta de sus enemigos, llevando a la siguiente gran batalla de la guerra, La Garrapata.